# الفارس الأخضر (فلم)
الفارس الأخضر (بالإنجليزية: The Green Knight) هو فيلم فنتازيا ملحمي أمريكي صدر عام 2021 مبني على قصيدة سير غواين والفارس الأخضر.الفيلم من إخراج ديفيد لوري وبطولة ديف باتيل ،أليسيا فيكاندير،جويل إجيرتون،باري كيوغان ورالف إنيسون.

## طاقم التمثيل
- ديف باتيل في دور جاوين.
- أليسيا فيكاندر بدور إسيل والسيدة.
- جويل إجيرتون في دور الملك.
- ساريتا شودري في دور الأم.
- شون هاريس في دور الملك.
- رالف إنيسون في دور الفارس الأخضر.
- كيت ديكي بدور الملكة.
- باري كيوغان في دور زبال.
- ايرين كيليمان في دور وينيفريد.
- ميغان تيرنان بدور ملكة جاوين.
- إيميت أوبراين في دور الساحر.